# Liste des gouverneurs de la province de Liège
Le Gouverneur de la province de Liège ou Gouverneur de Liège est le Commissaire des Gouvernements régional, communautaire et fédéral dans la province de Liège.
Il assiste aux séances du conseil provincial devant lequel il peut prendre la parole.

## Rôle du gouverneur
L'essentiel du travail du gouverneur est consacré à coordonner les différents services de secours et d'intervention afin de garantir la sécurité lors de grands événements ou lorsqu'une crise survient. Il veille également à promouvoir auprès d'eux, comme dans tous ses autres contacts, l'ensemble des forces vives, citoyens, entreprises, etc qui composent la province de Liège.
Le gouverneur n'est pas un mandataire élu mais il est désigné par le gouvernement wallon, sur avis conforme du gouvernement fédéral. Il dépend directement du Ministre wallon des Pouvoirs locaux. Il s'agit d'une autorité provinciale nommée pour une durée indéterminée.
Le gouverneur est le commissaire des différents gouvernements du pays sur le territoire de la province de Liège. Il se trouve donc au carrefour de ces institutions. A ce titre, il fait figure d'interface et joue un rôle de relais entre ces diverses entités et les pouvoirs locaux (communes, Province).

## Missions
Parmi ses principales missions, le gouverneur est chargé de veiller au respect de l'exécution des lois, décrets et règlements sur le territoire de la province de Liège. Il remplit ainsi un rôle de tutelle à l'égard des zones de police et de secours mais aussi des CPAS et des fabriques d’église.
Sa fonction la plus importante est donc constituée par le maintien de l'ordre public et la coordination de la sécurité. L'autorisation des détentions d'armes à feu, la planification d'urgence, les campagnes de prévention des différents risques, la participation à des projets eurégionaux ou encore la promotion de la province de Liège font partie des autres missions du gouverneur.
Ce dernier remplit également une fonction protocolaire. Il est ainsi responsable en l'espèce de l'accueil et de l'accompagnement des dignitaires, des ambassadeurs, des consuls, des chefs d'État ainsi que des membres de la Famille royale lors de leurs visites en province de Liège.

## Liste

### Première République(1792-1804) /Premier Empire(1804-1814)
Entre 1800 et 1814, époque française de la Belgique, des préfets dirigeaient le département de l'Ourthe :
| N° | Préfets | Préfets                                   | Mandat | Mandat |
| -- | ------- | ----------------------------------------- | ------ | ------ |
| 1  |         | Antoine Desmousseaux de Givré (1757-1830) | 1800   | 1806   |
| 2  |         | Charles Emmanuel Micoud d'Umons           | 1806   | 1814   |

### Royaume uni des Pays-Bas(1815-1830)
| N° | Gouverneur | Gouverneur                                           | Mandat | Mandat |
| -- | ---------- | ---------------------------------------------------- | ------ | ------ |
| 1  |            | Charles Alexandre de Liedekerke-Beaufort (1764-1846) | 1815   | 1828   |
| 2  |            | Samuel Johannes Sandberg van Essenburg (1778-1854)   | 1828   | 1830   |

### Royaume de Belgique(de 1830 à aujourd'hui)
| N°    | Gouverneur | Gouverneur                                 | Mandat | Mandat | Parti | Parti            |
| ----- | ---------- | ------------------------------------------ | ------ | ------ | ----- | ---------------- |
| 1     |            | Étienne de Sauvage                         | 1830   | 1831   |       | Libéral          |
| 2     |            | Jean-François Tielemans (1799-1888)        | 1831   | 1832   |       | Libéral          |
| 3     |            | Charles van den Steen de Jehay (1781-1846) | 1832   | 1844   |       | Catholique       |
| 4     |            | Henri de Brouckère (1801-1891)             | 1844   | 1846   |       | Libéral          |
| 5     |            | Edmond de la Coste (1788-1870)             | 1846   | 1847   |       | Parti libéral    |
| 6     |            | Ferdinand de Macar (1830-1913)             | 1847   | 1863   |       | Parti libéral    |
| 7     |            | Charles de Luesemans (1808-1882)           | 1863   | 1882   |       | Parti libéral    |
| 8     |            | Léon Pety de Thozée                        | 1882   | 1908   |       | Parti libéral    |
| 9     |            | Henry Delvaux de Fenffe (1863-1947)        | 1908   | 1919   |       | Parti catholique |
| 10    |            | Gaston Gregoire                            | 1919   | 1927   |       | Parti libéral    |
| 11    |            | Henri Pirard (1868-1948)                   | 1927   | 1937   |       | POB              |
| 12    |            | Jules Mathieu (1887-1943)                  | 1937   | 1943   |       | POB              |
|       |            | George Doyen                               | 1940   | 1942   |       | inconnu          |
| [ 1 ] |            | Georges Petit                              | 1942   | 1944   |       | REX              |
| 13    |            | Joseph Leclercq                            | 1944   | 1953   |       | PSB              |
| 14    |            | Pierre Clerdent (1909-2006)                | 1953   | 1971   |       | PRL              |
| 15    |            | Gilbert Mottard (1926-2011)                | 1971   | 1990   |       | PS               |
| 16    |            | Paul Bolland (1939)                        | 1990   | 2004   |       | PS               |
| 17    |            | Michel Foret (1948)                        | 2004   | 2015   |       | MR               |
| 18    |            | Hervé Jamar (1965)                         | 2015   |        |       | MR               |